# Lynda Tabuya
Lynda Diseru Tabuya, née en décembre 1972, est une avocate et femme politique fidjienne.

## Biographie
Issue de la communauté autochtone fidjienne, elle grandit dans la pauvreté dans un logement de fortune à Wakanisila, dans la province de Kadavu,. Chrétienne, elle affirme au journal Fiji Times qu'elle « lit la Bible et prie tous les jours ». Une bourse d'études lui permet d'étudier en Australie. Après une licence de Droit à l'université Bond, elle obtient un diplôme Master of Laws de l'université Washington de Saint-Louis, aux États-Unis. Elle devient avocate dans son pays natal, et enseigne le droit à l'université du Pacifique Sud à Suva. En août 2013 elle devient présidente de la branche locale de Suva du tout nouveau Parti démocrate populaire (PDP), parti de centre-gauche issu du mouvement syndical et d'une scission avec le Parti travailliste. Elle est limogée de l'université en mars 2014, celle-ci ayant décidé que son personnel enseignant ne doit pas exercer de responsabilités dans un parti politique. Dans les années 2010, elle est conjointement présidente de Vision Fiji, une organisation non-gouvernementale qui soutient l'alphabétisation d'enfants en difficulté et issus de milieux désavantagés,.
Elle se présente sans succès aux élections législatives de 2014 sous les couleurs du PDP. Le parti ne remporte aucun siège, ne recueillant que 3,2 % des voix. En mars 2017, elle est élue cheffe du parti. En décembre, elle établit un accord avec le Parti libéral social-démocrate (Sodelpa), le principal parti d'opposition - conservateur, nationaliste, social-libéral et défendant la suprématie des intérêts de la population autochtone. Cet accord prévoit que le PDP ne présente de candidats aux élections de 2018 que sous l'étiquette du Sodelpa, et ce malgré « la vaste différence dans les politiques des deux partis ». Étant retenue comme candidate du Sodelpa, elle démissionne du PDP. Lynda Tabuya justifie cet accord en faisant valoir qu'il constitue la meilleure manière d'obtenir des élus au Parlement. 
En janvier 2018, elle lance une collecte de fonds pour les salariés de l'aéroport international de Nadi privés de travail par une grève patronale, contribue à médiatiser leur lutte, et prend part à leur manifestation à Nadi. En avril, elle estime que les enfants des communautés rurales autochtones ont un moins bon accès que la moyenne des élèves à une éducation de qualité, mais souligne que réparer ce déséquilibre ne doit pas se faire « aux dépens de nos frères et sœurs fidjiens d'ascendance indienne ». Fin octobre 2018, la Commission électorale dissout le PDP, pour n'avoir pas transmis à la commission un acompte de ses avoirs.
Elle est l'une des avocats de Sitiveni Rabuka, le chef du Sodelpa, lorsque celui-ci est inculpé pour fraude électorale car accusé d'avoir présenté une fausse déclaration de patrimoine. Rabuka est reconnu non coupable par la justice le 26 octobre 2018, ce qui lui permet de poursuivre sa campagne électorale. Durant sa campagne pour le Sodelpa, Lynda Tabuya accuse le gouvernement de Frank Bainimarama de « ne pays donner la priorité aux pauvres de ce pays ou aux travailleurs qui continuent à vivre avec F$2,68 l'heure en 2018. Qui peut vivre avec $100 par semaine » ? Elle promet qu'un gouvernement Sodelpa augmenterait le salaire minimum à F$ 4 par heure. Elle promet également d'être la voix des travailleurs au Parlement. 
Aux élections de novembre 2018, elle est élue députée, sous l'étiquette du Sodelpa. Elle recueille plus de suffrages, sur le plan national, que tous les candidats sauf quatre (le Premier ministre sortant Frank Bainimarama, Sitiveni Rabuka, le ministre de la Justice Aiyaz Sayed-Khaiyum, et Biman Prasad, le chef du Parti de la fédération nationale). Elle est la femme qui obtient le plus de voix, et devance notamment Ro Teimumu Kepa, ancienne cheffe du Sodelpa. Dans un éditorial juste après l'élection, le journal Fiji Sun, plutôt acquis à la cause du gouvernement, écrit qu'elle a « donné au Sodelpa ce qu'il manquait au parti : une voix pour les femmes, la jeunesse et le libéralisme » (au sens anglophone du terme, c'est-à-dire le progressisme et les libertés individuelles). Le journal estime qu'elle a également accru la popularité du parti en faisant campagne pour les intérêts des ouvriers, et qu'elle serait une « candidate méritante » et probable pour prendre un jour la direction du Sodelpa.
Le 21 novembre, les députés du Sodelpa la choisissent pour whip de l'opposition parlementaire. Le 28 novembre, elle est également nommée ministre fantôme des Autorités locales, du Logement et de l'Environnement, ainsi qu'assistante au procureur-général fantôme et au ministre fantôme du Travail, de la Productivité et des Relations sociales, dans le cabinet fantôme du chef de l'Opposition parlementaire, Sitiveni Rabuka. Lors de son premier discours au Parlement, elle indiquer vouloir travailler de manière constructive avec le gouvernement pour améliorer la qualité des logements et les services sanitaires (collecte de déchets) dans les communautés pauvres ; mettre en place les infrastructures et les services nécessaires pour que les personnes handicapées puissent plus aisément se déplacer, avoir accès aux bâtiments et aux services publics ; et augmenter le salaire minimum.
En avril 2019, en assistant à un match de l'équipe fidjienne au Tournoi de Hong Kong de rugby à sept, elle porte une robe consistant en un imprimé de la première page du journal Fiji Times, souhaitant attirer l'attention pour défendre la liberté de la presse dans son pays,,. En novembre 2020 elle brigue sans succès la direction adjointe du parti Sodelpa. En janvier 2022, elle quitte le parti Sodelpa et rejoint le Parti de l'alliance populaire fondé par Sitiveni Rabuka en vue des élections de décembre 2022.
Largement réélue députée, elle est nommée ministre des Femmes, des Enfants et de la Réduction de la Pauvreté dans le gouvernement de coalition tripartite que forme le nouveau Premier ministre Sitiveni Rabuka,. Le 26 décembre 2024, le Premier ministre la limoge car une vidéo sexuellement explicite d'elle-même qu'elle a envoyée à son mari a circulé en ligne,.